# هاسلو
هاسلو (به لاتین: Haslev) یک منطقهٔ مسکونی در دانمارک است که در Faxe Municipality واقع شده‌است. هاسلو ۶٫۷۱ کیلومتر مربع مساحت و ۱۱٬۹۷۳ نفر جمعیت دارد.